# Priestewitz
Priestewitz est une commune de Saxe (Allemagne), située dans l'arrondissement de Meissen, dans le district de Dresde.